# Carnival Valor (schip, 2004)
De Carnival Valor is een cruiseschip van Carnival Cruise Lines en is een schip uit de Conquestklasse. Het is het grootste Carnivalschip dat afvaarten maakt vanaf Miami, Florida en heeft als thema "helden en heldinnen".

## Afvaarten
Sinds 2004 is de thuishaven van de Carnival Valor Miami, Florida. Daar maakt ze 7-daagse afvaarten naar de oostelijke en westelijke Caraïben.